# Cyrtocapsus
Cyrtocapsus is een geslacht van wantsen uit de familie van de Miridae (Blindwantsen). Het geslacht werd voor het eerst wetenschappelijk beschreven door Odo Reuter in 1876.

## Soorten
Het genus bevat de volgende soorten:

- Cyrtocapsus andinus Carvalho, 1954
- Cyrtocapsus apicalis Henry, 2022
- Cyrtocapsus atrametatibialis Henry, 2022
- Cyrtocapsus bolivianus Carvalho, 1990
- Cyrtocapsus caligineus (Stål, 1859)
- Cyrtocapsus columbiensis Carvalho, 1987
- Cyrtocapsus costatus Henry, 2022
- Cyrtocapsus discalis Henry, 2022
- Cyrtocapsus femoralis Reuter, 1892
- Cyrtocapsus fiuzai Henry, 2022
- Cyrtocapsus glabratus Henry, 2022
- Cyrtocapsus grenadensis Carvalho, 1954
- Cyrtocapsus guianus Carvalho, 1985
- Cyrtocapsus haitianus Carvalho, 1954
- Cyrtocapsus intermedius Reuter, 1909
- Cyrtocapsus lazelli Henry, 2022
- Cyrtocapsus marginatus (Distant, 1893)
- Cyrtocapsus mesoamericanus Henry, 2022
- Cyrtocapsus metafemoratus Henry, 2022
- Cyrtocapsus mirabilis Reuter, 1908
- Cyrtocapsus nanus Carvalho, 1954
- Cyrtocapsus nordestinus Carvalho, 1985
- Cyrtocapsus paraensis Carvalho, 1987
- Cyrtocapsus paraguaiensis Carvalho, 1985
- Cyrtocapsus rostratus Reuter, 1908
- Cyrtocapsus schaffneri Henry, 2022
- Cyrtocapsus spatulatus Henry, 2022
- Cyrtocapsus suturalis Henry, 2022
- Cyrtocapsus xinguanus Carvalho, 1984